# Mariä Geburt (Reihen)

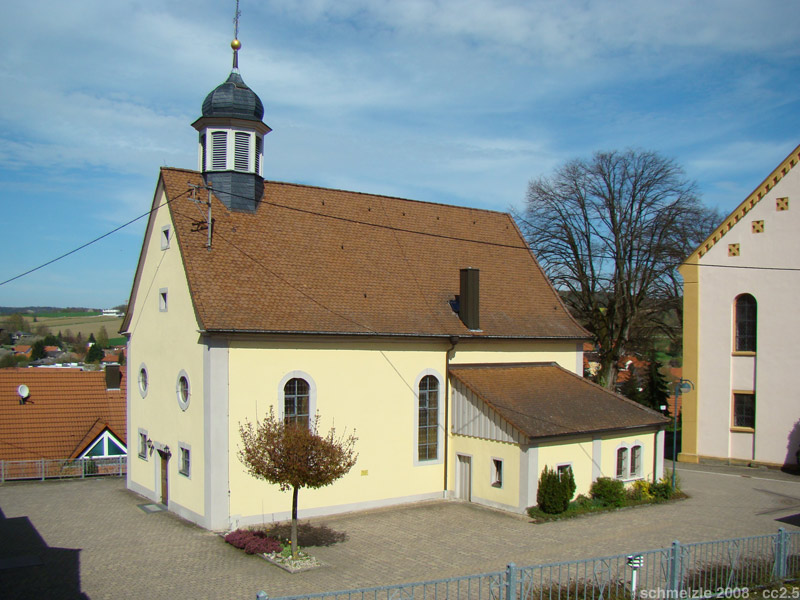
Katholische Kirche Mariä Geburt in Reihen, im Hintergrund rechts die evangelische Kirche Reihen

Die katholische Kirche Mariä Geburt in Reihen, einem Stadtteil der Großen Kreisstadt Sinsheim im Rhein-Neckar-Kreis im nördlichen Baden-Württemberg, besitzt noch zwei Glocken aus dem späten 18. Jahrhundert.

## Glocken
Im Turm der Kirche befinden sich zwei 1778 und 1783 bei Anselm Franz Speck in Heidelberg gegossene Bronzeglocken. Die Glocke von 1778 hat einen Durchmesser von 51 cm und trägt die Inschrift DER KATOLISCHEN GEMEIND REYHEN EIGENTUM GOSS A. SPECK IN HEIDELBERG A 1778. Die Glocke von 1783 hat einen Durchmesser von 64,5 cm und ein Gewicht von 160 kg. Ihre Inschrift lautet ANSELM FRANTZ SPECK IN HEIDELBERG GOSS MICH VOR DIE CATHOLISCHE GEMEIND ZV REHEN ANNO 1783. Die Gocke von 1783 hatte zwar im Zweiten Weltkrieg zu Rüstungszwecken abgeliefert werden müssen, kehrte jedoch nach Kriegsende unversehrt zurück.